# Салерно
Салерно (итал. Salerno) је град у Италији. Салерно је други по величини и значају град покрајине Кампаније у јужном делу државе и главни град истоименог Округа Салерно.
Салерно је познат по веома старом европском универзитету, Медицинској школи у Салерну, која је представљала значајан извор медицинских знања у средњем веку.
Непосредно западно од града почиње Амалфитска обала, део приобалне зоне изузетних природним и културних вредности са низом малих веома сликовитих насеља са изузетно богатом прошлошћу (Амалфи, Позитано). Због свега овога Амалфитска обала је постала део светске баштине УНЕСКОа.

## Географија
Салерно се налази у јужној Италији. Од престонице Рима град је удаљен 270 km јужно, а од Напуља 55 km југоисточно.

### Рељеф
Салерно се развио у јужном делу Кампаније, на северном крају истоименог Салернске равнице, коју прави река Селе, која се неких 20ак километара јужно улива у море. Салерно је прави приморски град, који у широком луку излази на Салернски залив, део Тиренског мора. Изнад града се стрмо издижу Кампањски Апенини, па је већи део града на веома стрмом тлу.

### Клима
Клима у Салерну је средоземна клима. Салерно је један од најосунчанијих градова у држави. Летње температуре су око 23 °C, а зимске око 8 °C. Количина падавина на годишњем просеку је 1.000 mm/м².

### Воде
Салерно је прави приморски град, који у широком луку излази на Салернски залив, део Тиренског мора. Најлижа река је Селе, која се неких 20ак километара јужно улива у море.

## Историја

### Праисторија и антика
Подручје око Салерна настањено је још од праисторијских времена. Први извесни знаци људског присуства датирају из 9. и 6. века п. н. е. Самнитско-етрурски град Ирна је ту постојао. То насеље је представљало луку за трговину Етрураца са грчким колонијама јужно: Посидонијом и Елејом. Са римском присутношћу у Кампањи Ирна је губила значај. Замењена је римском колонијом Салернум (Salernum ), која се развила око почетног утврђења. Нови град је постепено изгубио војни значај и постао је трговачко средиште, које је било повезано са Римом преко Вија Попилије. Под Диоклецијаном у 3. веку Салерно је постао управно седиште.

### Средњи век
И почетком средњег века, током 5. века Салерно остаје значајно средиште под Остроготима. Током 6. века трајао је Готски рат (535—552). Византија је победила Готе и овладала овм подручјем до 568. године, тј. до доласка Лангобарда. Као и многи јужни градови (Гета, Соренто, Амалфи) Салерно је дуго одолевао Лангобардима. Пао је 646. године и постао је део војводства Беневенто. Под Лангобардима Салерно је достигао свој врхунац. Аречи II је преместио 774. године седиште војводства у Салерно са циљем да избегне освајање Карла Великога са севера и да осигура надзор над стратешки важним подручјем око Салерна. Под Аречијем Салерно је постао средиште за изучавање са чувеном Медицинском школом. Лангобардски војвода је наредио да се град утврди. Салерно је 839. године постао независан од Беневента. Око 1000. године. Жаимар IV је прикључио готово целу јужну Италију и владао је из Салерна. Сарацени су сталним нападима изазивали нестабилност. Осим тога и унутрашњи немири су слабили Салерно.
Нормани под Робертом Гвискаром су 13. децембра 1076. године освојили Салерно и окончали су стогодишњу ломбардску власт. Роберт Гвискар се пре освајања оженио Жаимаровом ћерком. Тада је изграђена величанствена катедрала у арапско-готском стилу. Медицинска школа у Салерну се сматра најстаријом медицинском установом на Западу. Хенрик IV извршио најезду у име своје жене Констанце Сицилијанске, која је била наследница овог подручја. Салерно се 1191. предао и обећао лојалност већ на вести о надолазећој војсци. Архиепископ града је био огорчен и прешао је у Напуљ, који је одолевао опсади. С друге стране 1194. г. Напуљ и готово цела јужна Италија су се предали, а Салерно је одолевао. Када је Салерно пао, Хенрик IV је опљачкао град и Салерно је тада изгубио свој значај. Хенрик је био са разлогом љут на Салерно, јер је Констанцу Сицилијанску дао грађанима на чување, а они су га издали, а њу предали Танкреду Сицилијанском. Хенриков син Фридрих II је још више умањио значај Салерна у корист Напуља. Тада је основан Универзитет у Напуљу. Након Анжујског освајања град је улепшан скулптурама Бобачија Пиперна.
Салерно је био чувен по медицинској школи или низу школа. У 11. веку Салерно је био нашироко познат као средиште медицинског знања у западној Европи, на сличан начин како је Александрија била у античком свету. Око 1060. године бенедиктински монах Константин Афрички је стигао у опатију Монте Касино, 100 mi (160 km) северно од Салерна. Преводио је многе медицинске текстове античке Грчке и Рима са јединих преживелих арапских превода на латински. Од тих текстова су били очувани једино арапски преводи. Од 14. века надаље развили су се моћни локални феудални господари кнежеви Сансервина. Постали су и деловали су као господари подручја.

### Нови век
Током 15. века Салерно је био поприште борби Анжујаца и Арагонаца, а месни владари су били сад на једној сад на другој страни. Почетком 16. века последњи Сансевино кнежеви су дошли у сукоб са Арагонцима, па су изгубили све, а почео је и раздобље упропаштавања града. Куга и потрес су погодили град 1656. године, 1688. године, 1694. године. У 18. веку долази до полаганог опоравка и краја шпанске владавине. Салерно је након Наполеоновог успеха у Италији 1799. године постао део Партенопенске републике, која је наследила Напуљску краљевину. Владари су постали Жозеф Бонапарта и Жоашен Мира. Мира је затворио чувену Салернску медицинску школу.
Салерно је од 1860. године постао део новоосноване Италије. У септембру 1943. године у Салерно су се искрцали савезници. Од фебруара до јула 1944. године краткотрајна италијанска влада Пјетра Бадоља имала је седиште у Салерну.

## Географија
| Клима (Салерно)            | Клима (Салерно) | Клима (Салерно) | Клима (Салерно) | Клима (Салерно) | Клима (Салерно) | Клима (Салерно) | Клима (Салерно) | Клима (Салерно) | Клима (Салерно) | Клима (Салерно) | Клима (Салерно) | Клима (Салерно) | Клима (Салерно)  |
| Показатељ \ Месец          | .Јан.           | .Феб.           | .Мар.           | .Апр.           | .Мај.           | .Јун.           | .Јул.           | .Авг.           | .Сеп.           | .Окт.           | .Нов.           | .Дец.           | .Год.            |
| -------------------------- | --------------- | --------------- | --------------- | --------------- | --------------- | --------------- | --------------- | --------------- | --------------- | --------------- | --------------- | --------------- | ---------------- |
| Средњи максимум, °C (°F)   | 13,6 (56,5)     | 14,4 (57,9)     | 17,3 (63,1)     | 20,4 (68,7)     | 24,6 (76,3)     | 28,7 (83,7)     | 31,6 (88,9)     | 31,7 (89,1)     | 28,5 (83,3)     | 24,1 (75,4)     | 18,8 (65,8)     | 15,3 (59,5)     | 31,7 (89,1)      |
| Средњи минимум, °C (°F)    | 7,3 (45,1)      | 7,6 (45,7)      | 9,2 (48,6)      | 12,0 (53,6)     | 15,3 (59,5)     | 18,9 (66)       | 21,1 (70)       | 21,2 (70,2)     | 19,0 (66,2)     | 15,9 (60,6)     | 11,7 (53,1)     | 9,3 (48,7)      | 7,3 (45,1)       |
| Количина падавина, mm (in) | 151,5 (59,65)   | 112,3 (44,21)   | 91,1 (35,87)    | 80,7 (31,77)    | 51,9 (20,43)    | 38,2 (15,04)    | 28,6 (11,26)    | 34,8 (13,7)     | 84,3 (33,19)    | 127,2 (50,08)   | 151,9 (59,8)    | 155,0 (61,02)   | 1.107,5 (436,02) |
| [ тражи се извор ]         |                 |                 |                 |                 |                 |                 |                 |                 |                 |                 |                 |                 |                  |

## Становништво
Према резултатима пописа становништва 2011. у општини је живело 132.608 становника.
| 1931.  | 1936.  | 1951.  | 1961.   | 1971.   | 1981.   | 1991.   | 2001.   | 2011.   |
| ------ | ------ | ------ | ------- | ------- | ------- | ------- | ------- | ------- |
| 61.141 | 67.186 | 90.970 | 117.363 | 155.496 | 157.385 | 148.932 | 144.078 | 132.608 |

2008. године. Салерно је имао преко 140.000 становника, 3 пута више као на почетку 20. века (значајан раст за италијанске појмове). Последњих деценија број становника у граду стагнира, али се градска предграђа повећавају. У граду има мало страног становништва (око 2%), махом из источне Европе.

## Привреда
Привреда Салерна је ослоњена на сервисном сектору и туризму. Већина градске индустрије није преживела економску кризу 70-их. Лука у Салерну је једна од најактивнијих на Тиренском мору. Превози се 7 милиона тона робе годишње.

## Знаменитости
Град има очувано старо градско језгро са бројним вредним грађевинама. Међутим, западна околина Салерна, Амалфитска обала, под заштитом УНЕСКОа, је много познатија и туристички посећенија.
- Катедрала посвећена Св. Матеји, у романском стилу из 11. века.
- Црква светог Бенедикта је део манастира из 7-9. века. Након сараценскога разарања 884. поново је изграђена.
- Црква Светог Ђорђа је најпознатија барокна црква у Салерну због јако значајних фрески из 17. века. Повезана је са једним од најстаријих манастира из 9. века.
- Аречи замак је велики замак који надзире град са 300 m високог брда. Лангобард Аречи II га је проширио на већ постојећој римско-византијској конструкцији.
- Терасена замак је изградио Роберт Гвискар од 1076—1086. Остали су само мали остаци након потреса из 1275.
- Палата Давоса из 17, века

## Партнерски градови
- Tōno
- Руан
- Монпеље
- Балтимор
- Пазарџик
- Лењаго

## Галерија
- Градска катедрала
- Замак Аречи
- Позната променада Лунгомаре
- Градско позориште Верди
- Градска марина
- Градски парк
- Минервина фонтана
- Црква Анунцијата